# Chorherrenstift Heiligenberg
Das Chorherrenstift Heiligenberg (auch Chorherrenstift Heiligberg genannt) war ein Stift der Augustiner-Chorherren auf einem Hügelsporn oberhalb von Winterthur.

## Das Stift
Das Stift ist nicht mehr erhalten. Es war kein in sich geschlossener Gebäudekomplex wie z. B. das benachbarte Kloster Töss; Pfrundhäuser und Pfarrkirche standen auf dem Gebiet des heutigen Rosengärtli bis hin zur Bühlwiese. Bei der Suche nach dem Winturm stiess man auf Spuren des Chorherrenstifts.
Das Chorherrenstift stand im Friedkreis der Stadt Winterthur, Kollatur und Vogteirechte waren im Besitze der jeweiligen Herrscher der Stadt, zuerst der Kyburger, dann der Habsburger und zuletzt der Zürcher. Auf dem Gebiet des Stiftes gab es einen Steinbruch, der von den Winterthurern genutzt wurde. Aus einer Bestätigung der wichtigsten Bestimmungen aus dem Jahr 1273 ist zudem bekannt, dass der Leutpriester und die Pfrundherren ein Vorschlagsrecht für neue die Nachfolger besassen. Die Säkularkanoniker mussten im Stift residieren und bei deren Tod den grösseren Teil ihres Nachlasses dem Stift vermachen. Ausserdem besass das Stift ein Nutzungsrecht am Eschenbergwald.

## Geschichte
Das Chorherrenstift wurde in den Jahren 1225 bis 1227 von den Kyburger Grafen Ulrich III., Hartmann IV. und Wernher von Kyburg auf eigenem Land bei Winterthur gegründet worden sein. Die Stiftungsurkunde des Klosters ist jedoch nicht erhalten, jedoch eine Bestätigung der wichtigsten Inhalte durch die Rudolf von Habsburg aus dem Jahr 1273.
Das Stift hatte eine eigene Pfarrkirche mit Friedhof, die vielleicht bereits vor dem Stift an diesem Ort stand und deren Pfarreisprengel im Spätmittelalter den Heiligberg sowie den westlichen Eschenberg abdeckte. Der Pfarrkirche stand dabei ein Leutpriester vor, der ebenfalls in den Chorherrenstift integriert wurde, wodurch allfällige Herrschaftsansprüche auf den Pfarreisprengel Heiligenbergs neutralisiert werden konnten. Mindestens drei der vier zu Beginn bestehenden Pfründe wurden dabei mit umstrittenen Besitzungen ehemaliger kleinerer Geschlechter dotiert, wie jene von Rossberg und Weisslingen, die damit neutralisiert werden konnten.
Als die Habsburger 1264 das Erbe der Kyburger antraten, stiftete Rudolf von Habsburg eine weitere Pfrund und bestätigte abermals die Rechte und Freiheiten des Stifts. 1355 wurde das Stift von den Zürchern niedergebrannt. 1368 kam nochmals eine Pfrund hinzu. Bei der erfolglosen Belagerung Winterthurs durch die Zürcher 1415 wurde das Stift erneut zerstört und wieder aufgebaut. 1425 wurde dem Stift vom Winterthurer Geschlecht der Hoppler die Patronatsrechte der Kapelle des Sondersiechenhaus St. Georgen übertragen, 1444 wurde das Patronatsrecht über die Kirche Buch erworben. Mit der definitiven Erwerb der Grafschaft Zürich durch die Zürcher übernahmen diese 1452 auch die Vogteirechte am Stift, die Aufsicht über die Tätigkeit des Stifts blieb jedoch bei der Stadt Winterthur. Ab 1467 wurden die Rechtsgeschäfte des Stifts jeweils vom Zürcher Landvogt auf der Kyburg sowie durch den Rat von Winterthurer begleitet. 1477 erwarben die Chorherren die Patronatsrechte über die Kirche Schlatt.
Das Stift wurde im Rahmen der Reformation 1525 aufgehoben. Die Stadt Zürich übernahm die Kollaturen der Kirchen Schlatt und Buch. Sie verkaufte alle beweglichen Güter und vermachte die Ländereien des Stiftes für 1400 Gulden (der Preis wurde 1533 um 400 Pfund verringert) an die Stadt Winterthur, die dafür dem Zürcher Amtsmann in Winterthur jährlich zehn Klafter Holz liefern musste. Die Einkünfte des Stiftes wurden für die Renten der ehemaligen Chorherren benutzt, nach dessen Tod fielen auch diese der Stadt Zürich zu. Die Pfarrkirche wurde bereits fünf Jahre nach der Auflösung abgetragen. Heute ist vom ehemaligen Stift nichts mehr zu sehen, das letzte Chorherrenhaus wurde im Jahr 1909 abgebrochen.

## Bekannte Chorherren
- Laurentius Bosshart (um 1450–1532), Winterthurer Chronist. Er war einer der letzten Chorherren auf dem Heiligenberg.